# 三條栄三郎
三條　栄三郎（さんじょう えいさぶろう、1872年 - 1964年）は日本の建築家。明治・大正時代に福岡県で活躍した。

## 略歴
山形県山形市鍛治町出身。1898年蔵前高等工業学校附属教員養成所卒業。旧制仙台市立工業学校教諭、熊本県での教諭を経て、1901年旧制福岡県立工業学校教諭。1905年から1908年まで佐賀県土木部技師、1908年から1924年まで福岡県土木部技師を務めた。同年9月に退職するまでの16年間は、福岡県の多くの施設が洋風建築に建て替えられる時期で、俗に“三條時代”とよばれるように、県の建築業界を牽引した。

## 設計した建築物
三條が設計を担当した建築物は、旧福岡県公会堂貴賓館（明治43年竣工、国の重要文化財）、旧福岡県庁舎（大正4年竣工）、福岡県立図書館（大正7年竣工）、宮地嶽神社、香椎神宮、筥崎宮拝殿・廻廊・楼門（大正3～6年竣工）、太宰府天満宮楼門（大正1年竣工）などで、その他福岡県立福岡高等学校本館も手がけている。